# Clark Robertson
Clark Robertson (* 5. September 1993 in Aberdeen) ist ein schottischer Fußballspieler, der beim schottischen Erstligisten FC Dundee spielt.

## Karriere

### Verein
Clark Robertson kam ab der Saison 2009/10 für die erste Mannschaft des FC Aberdeen zum Einsatz. Für den Verein aus Silver City debütierte er am 1. Mai 2010 gegen Hamilton Academical, als er in der 63. Spielminute für Sone Aluko eingewechselt wurde. In den folgenden Spielzeiten kam der Juniorennationalspieler unter den drei Teammanagern Mark McGhee, Craig Brown und Derek McInnes regelmäßig zum Einsatz für die Dons. Nach sechs Profijahren und 57 Ligaspielen für seinen Heimatverein wechselte Robertson zum FC Blackpool nach England. Beim Absteiger von der zweiten in die Dritte Liga unterschrieb er einen Zweijahresvertrag.

### Nationalmannschaft
Clark Robertson gab nach seinem Debüt für den FC Aberdeen im Mai 2010, im selben Jahr auch sein Pflichtspieldebüt für die U-19-Nationalmannschaft Schottlands im Match gegen Malta. Nach der U-19 spielte Robertson ab dem Jahr 2012 in Schottlands U-21, für die er gegen die USA debütierte.